# Свирајте ми ону песму
Свирајте ми ону песму је дванаести студијски албум певачице Ане Бекуте и други који је објавила Гранд продукција. Објављен је 2001. године као ЦД и касета.

## Песме на албуму
| Р.бр. | Песма                     | Музика           | Текст                            | Аранжман                     |
| ----- | ------------------------- | ---------------- | -------------------------------- | ---------------------------- |
| 1.    | Свирајте ми ону песму     | Стева Симеуновић | Стева Симеуновић                 | Горан Ратковић Рале          |
| 2.    | Кумина песма              | Рођа Раичевић    | Весна Петковић                   | Енџи Маврић                  |
| 3.    | Црвен конац               | Данило Живковић  | Саша Милошевић                   | Енџи Маврић                  |
| 4.    | Како да те љубим после ње | Александар Милић | Марина Туцаковић                 | Енџи Маврић                  |
| 5.    | Нека ти је                | Владимир Граић   | Владимир Граић                   | Александар Кобац и Марко Кон |
| 6.    | Друмови                   | Стева Симеуновић | Стева Симеуновић                 | Горан Ратковић Рале          |
| 7.    | Сасвим                    | Стева Симеуновић | Стева Симеуновић                 | Горан Ратковић Рале          |
| 8.    | Само немој ти             | Авдо Хусеиновић  | Стева Симеуновић, Есет Мурачевић | Енџи Маврић                  |
| 9.    | Не гледај ме тако         | Владимир Граић   | Владимир Граић                   | Александар Кобац и Марко Кон |
| 10.   | Плаче ми се од живота     | Авдо Хусеиновић  | Саша Милошевић, Заим Потурић     | Енџи Маврић                  |
| 11.   | Фатаморгана               | Драгиша Баша     | Драгиша Баша                     | Dream Team                   |
| 12.   | Твоје право име           | Dream Team       | Нена Лековић                     | Dream Team                   |